# タークス・カイコス諸島の歴史
タークス・カイコス諸島の歴史（タークス・カイコスしょとうのれきし、英: History of the Turks and Caicos Islands）では、西インド諸島に属するタークス諸島とカイコス諸島からなる、イギリスの海外領土であるタークス・カイコス諸島の歴史について解説する。

## コロンブス以前
先コロンブス期におけるタークス・カイコス諸島の最初の住民はアメリカインディアンである。初めにアラワク族がいたが、彼らは徐々に好戦的なカリブ族に取って代わられた。

## 「発見」後の時代
1512年、この諸島を最初に目撃したヨーロッパ人はスペイン人コンキスタドールのフアン・ポンセ・デ・レオンであるが、それ以前に、クリストファー・コロンブスが1492年の航海でサンサルバドルと名付けた島の元々の名前、グアナハニ（Guanahani）は、この諸島のグランドターク島かイーストカイコス島であるとする説もある。
スペインの奴隷商人が頻繁に島に侵入し、カリブ族を奴隷にしました。発見からわずか1年後、列島のほぼ全体が完全に無人になった。

## 植民地化以前
16世紀から18世紀の間、島はスペイン、フランス、イギリスの統治下に置かれたが、どの国も植民地を創設しなかった。
およそ1690年から1720年まで、海賊がタークス・カイコス諸島の小島に隠れ、キューバ、イスパニョーラ島、中米とペルーといったスペイン領から本国へ向かう途中の財宝を積んだスペインのガレオン船を攻撃した。
1681年、バミューダから塩の採掘者が来て最初の常設の開拓地をグランドターク島に開くまでは、島は完全に植民地化されていなかった。塩の採掘者は、バミューダよりはるかに簡単な過程で塩を採掘できる、島周辺の浅瀬に惹かれた。彼らの植民地化は、現在まで続く島のイギリスの支配を確立した。塩の採掘の活動を弱める雨を防ぐために、大量の木が伐採された。タークス・カイコス諸島で採掘された塩の大半は、タラの保存に使用するためニューファンドランドに送られた。

## バミューダの世紀
アメリカ独立戦争が終わった後、40人のロイヤリスト（王党派、英国王に忠誠を誓う英語系植民者）が、まずジョージア州とサウスカロライナ州から到着した。彼らによって、農産業は1780年代終わりから島に普及された。アメリカの植民地を失った代わりに広大な土地をイギリス政府から与えられて、ロイヤリストたちは1,000人以上の奴隷を輸入し、広大な綿花畑を耕作した。
耕作は短期間のうちに成功したが、ハリケーンと害虫により多くの作物が駄目になり、綿の産業はすぐに衰退した。綿栽培のかつての実力者たちは、何名かは塩の採掘に鞍替えしたが、もともとのロイヤリストのほとんどが1820年に島を去った。残された奴隷たちは、魚釣りや狩猟採集の生活様式に戻り、生計を立てた。
タークス諸島をめぐって、バミューダは、18世紀の多くをバハマ（バミューダ人が入植した）との間の長引く法廷闘争に費やした。イギリスの法律では、植民地は他の植民地を所有することはできなかった。イギリスはタークス諸島を、植民地としても、またバミューダの一部としても認めておらず、イギリスの河川のような「公共の所有物」として考えていた。バハマは、タークスのバミューダ人季節労働者の活動への税制の拡張を頻繁に試みたが、この努力はバミューダ人に無視された。そこでフランス軍がバミューダ船を襲撃しても、バハマやジャマイカのイギリス海軍は彼らの援助に来なかった。
1706年に島を占領したスペイン侵略軍を、その4年後に撃退するために一度戦ったこともあるバミューダは、結局ロンドンでの判決によってバハマを失った。1799年、バミューダの塩採掘人はバハマの権限をまだ認めていなかったが、諸島はバハマ議会での代表権を与えられた。最終的にバハマに対して統制を任命したのはイギリス政府であった。これによって、季節的な占有しかしていなかった多くのバミューダ人は、そこでの活動を放棄した。しかし、一人のバミューダ人の塩採掘者メアリー・プリンスは、自伝『メアリー・プリンスの歴史』（The History of Mary Prince）にそこでのバミューダの活動の痛烈な記録を残した。この本は、大英帝国での1834年の奴隷の解放を引き起こした奴隷廃止論の推進を助けた。

## バハマ、ジャマイカ下での自治
島はバハマの一部のままであったが、1848年にジャマイカ総督の監督下で分割された植民地にするよう住民が陳情し、成功した。この協定は、財政の負担であることが分かり、1873年にタークス・カイコス諸島は、首長と立法府ともにジャマイカに併合された。ジャマイカの属国であった諸島は、ジャマイカ総督がまだ諸島の総督のままであったが、1959年に自治権を獲得した。1962年8月にジャマイカがイギリスから独立すると、タークス・カイコス諸島は直轄植民地になった。1965年から、バハマ総督がタークス・カイコス諸島の総督も務め、諸島を監督した。バハマが1973年に独立を果たすと、諸島は単独で総督を持った。

## 1973年以降
タークス・カイコス諸島の経済を支えていたのは、小規模な海綿と麻の輸出とともに、主に製塩業であった。しかし、人口の増加がほとんどなかったために経済は停滞した。1960年代、アメリカ人投資家が諸島に来てプロビデンシアレス国際空港の滑走路の建設に資金を供給し、列島での最初のホテル「ザ・サード・タートル」（The Third Turtle）を建てた。僅かだが観光客の流れが島にも到達し始めて、塩の経済を補った。すぐ後に、クラブメッドはグレース湾にリゾート地を設置した。1980年代、クラブメッドはより大きな航空機が着陸できるよう滑走路を拡張した。それ以来、観光客は増加傾向にある。今日、外国人カップルがタークス・カイコス諸島で式を挙げるのは日常的な光景となっている。
1980年、大多数を占める独立支持の党、人民民主運動（PDM）は、PDMが1982年の選挙で再選されたら、その年に完全独立を与えるとのイギリス政府の同意を得た。しかしPDMは選挙で、イギリスの継続した支配を支援する進歩国家党（PNP）に敗れた。PNP党首ノーマン・ソーンダーズは首相になり、1984年の選挙にも勝利した。しかし1985年、ソーンダーズと2人の仲間は、アメリカ合衆国で薬物所持容疑で有罪となった。
続いて行われた補欠選挙においてもPNPは勝利したが、1986年7月24日、ソーンダーズの後任の首相ナサニエル・フランシスに放火と詐欺行為が見つかったと主張する報告を受け、他のPNPの職員4人も統治に適さないとして、総督は政府を解散し、諮問委員会を代わりに置いた。
総督と諮問委員会による注意深い指導のもと、タークス・カイコス諸島の新しい憲法が作られ、1988年に選挙が行われた。この時PDMが地滑り的な勝利を収め、ワシントン・ミジックが新首相となった。